# Soyouz TMA-15M
Soyouz TMA-15M est une mission spatiale dont le lancement a été effectué le 23 novembre 2014 depuis le cosmodrome de Baïkonour. Elle a transporté trois membres de l'Expédition 42 vers la station spatiale internationale (ISS).
Soyuz TMA-15M s'est séparé de l'ISS à 10:20 UTC le 11 juin 2015 et l'atterrissage a eu lieu au Kazakhstan à 13:44 UTC.

## Équipage
- Commandant : Anton Chkaplerov (2),  Russie
- Ingénieur de vol 1 : Samantha Cristoforetti (1),  Italie
- Ingénieur de vol 2 : Terry Virts (2),  États-Unis

## Équipage de réserve
- Commandant : Oleg Kononenko (2),  Russie
- Ingénieur de vol 1 : Kimiya Yui (0),  Japon
- Ingénieur de vol 2 : Kjell N. Lindgren (0),  États-Unis

Le chiffre entre parenthèses indique le nombre de vols spatiaux effectués par l'astronaute, Soyouz TMA-15M inclus.